# Kiss Mária Hortenzia
Kiss Mária Hortenzia (Kiszombor, 1911. július 4. – Verőcemaros, 1994. augusztus 4.) tanár, írónő, helytörténet-kutató.  Kiss Mária néven született, a Hortenzia, vagy régiesen írva Hortensia nevet akkor kapta, amikor apáca lett.

## Élete
Tanulmányait Makón és Szegeden folytatta. Kalocsán, a Miasszonyunk Iskolanővéreknél szerezte tanári oklevelét. Szegeden a Tanárképző Főiskola magyar-történelem-testnevelő szakát végezte el, a tanára Sík Sándor volt. Kapcsolatba került Ortutay Gyulával, Radnóti Miklóssal, Bálint Sándorral. 1937-től 1944-ig Kiskunfélegyházán, majd 1956 őszéig mintegy negyven településen tanított. 1956 decemberében az Egyesült Államokba távozott. 1962-ben Rómában telepedett le a rendjének a házában. Öccsének, Kiss Ferenc plébánosnak hívására visszatelepült.

## Munkássága
- Kiszombor története. - Szerzői magánkiadás 1940 Szemináriumi dolgozata alapvető forrásmű lett a település helytörténészei számára. 1997 Második kiadás Kiszombor Önkormányzata.
- Tűzpróbára tétetett - Szerzői magánkiadás 1985, 1986, 1990.
- Kaleidoszkóp (önéletrajzi írás) - Szerzői magánkiadás 1987.
- Kék Kaláris - karcolatok, novellák.
- Szófia - 1988, karcolatok novellák.
- Új idők apostola - A stigmatizált Galgóczy Erzsébet. Szerzői magánkiadás 1989.
- Mária volt az élete - 1992 (Fordítói munka.) Mary Pierre: Egy apáca élete/Quevedo Mária Teresa nővér (1930-1950).
- Mária élete a misztikusok szerint (félbemaradt írás).

## Emlékezete
Kiszombor településen emlékét a róla elnevezett Kiss Mária Hortensia Honismereti Kör ápolja.